# Capys (Sohn des Atys)
Capys war ein Nachkomme von Aeneas und siebter König von Alba Longa. 
Sein Vorgänger (und Vater) war nach Livius Atys, laut Ovids Metamorphosen war der Name Epytus und bei Dionysios von Halikarnassos hieß der Capetus.
Er regierte 28 Jahre lang. Legt man die von Dionysios von Halikarnassos angegebenen Regierungszeiten mit einer Rückrechnung vom traditionellen Jahr der Gründung Roms zugrunde, so entspricht das den Jahren 965 bis 937 v. Chr.
Der Nachfolger war sein Sohn Capetus.